# Cuterebra histrio
Cuterebra histrio är en tvåvingeart som beskrevs av Daniel William Coquillett 1902. Cuterebra histrio ingår i släktet Cuterebra och familjen styngflugor. Inga underarter finns listade i Catalogue of Life.